# Anton Friedrich Steding
Anton Friedrich Steding (* 13. Januar 1653 in Hannover; † 15. März 1717 ebenda) war ein deutscher evangelischer Theologe.

## Leben
Der Sohn des Superintendenten Anton Steding (1621–1698) und dessen Frau Elisabeth († 28. Juni 1687), die Tochter des Professors der Theologie an der Universität Rinteln Josua Stegmann, stammte aus einem bürgerlichen Theologengeschlecht. Nach anfänglicher Ausbildung bei seinem Vater und durch Privatlehrer kam er 1669 auf die St. Michaelisschule nach Lüneburg und besuchte im Anschluss das dortige Michaelisgymnasium.
1673 bezog er die Universität Jena, wo er bei dem Theologen Philipp Müller (1640–1713) eine Unterkunft fand und zwei Jahre lang die philosophischen Vorlesungen bei Georg Götze (1633–1699), Valentin Veltheim (1645–1700), Kaspar Posner (1626–1700), Kaspar Sagittarius (1643–1694) und Erhard Weigel (1625–1699) besuchte. 1675 nahm er ein Studium der Theologie auf, wobei die Vorlesungen von Johannes Musaeus, Friedemann Bechmann (1628–1703), Müller und Johann Wilhelm Baier frequentierte. In Jena hatte er sich den akademischen Grad eines Magisters erworben und im Anschluss eine Reise an die sächsischen Universitäten in Leipzig und Wittenberg unternommen.
Nach einem Jahr in seiner Heimat setzte er 1678 seine theologischen Studien an der Universität Helmstedt bei Gerhard Titius (1620–1681), Heinrich Rixner und Christoph Schrader (1601–1680) fort. Um sich weitere Bildungseindrücke zu verschaffen, reiste er durch Westfalen, nach Holland, England und Frankreich. Wieder in seiner Heimat wurde er am 8. Februar 1683 Pfarrer an der Neustädter St.-Johannis-Kirche in Hannover. Am 15. Januar 1704 verlieh ihm die Universität Rinteln den Doktorgrad der Theologie.

## Familie
Steding war zwei Mal verheiratet. Seine erste Ehe schloss er am 16. April 1695 mit Maria Dorothea, die Tochter des braunschweigisch-lüneburgischen Kirchenrates und Superintendent in Claustal Theodor Jordan. Sie starb jedoch nach anderthalb Jahren bei der Geburt des Sohnes Anton Steding (* 2. September 1696; † nach 14 Wochen). Seine zweite Ehe schloss er am 14. Juni 1699 in Bückeburg mit Magaretha Elisabeth, die Tochter des Juristen und gräflich schaumburg-lippischen Konsistorialrats Johann Heinrich Ebeling. Die Ehe blieb kinderlos.

## Weblink
- Druckschriften von und über Anton Friedrich Steding im VD 17.

| Personendaten    | Personendaten                    |
| ---------------- | -------------------------------- |
| NAME             | Steding, Anton Friedrich         |
| KURZBESCHREIBUNG | deutscher evangelischer Theologe |
| GEBURTSDATUM     | 13. Januar 1653                  |
| GEBURTSORT       | Hannover                         |
| STERBEDATUM      | 15. März 1717                    |
| STERBEORT        | Hannover                         |